# Guten Tag! (album)
Guten Tag! (nemško dobesedno Dober dan!) je peti studijski album skupine Banjo Band, ki ga je leta 1981 izdala pod psevdonimom „Hexenschuss-Band“. Album vsebuje nemške različice pesmi z nekaterih prej izdanih albumov. Vsebuje tudi eno instrumentalno skladbo, »Banjo Rag«.

## Seznam skladb
Ob naslovih pesmi so zapisani originalni češki naslovi. Izjema so pesmi, ki imajo v vseh različicah enak naslov in originalna skladba »Banjo Rag«.
| Stran 1 | Stran 1                                              | Stran 1 |
| Št.     | Naslov                                               | Dolžina |
| ------- | ---------------------------------------------------- | ------- |
| 1.      | „Mister banjo‟ (Mistr Banjo)                         | 2:03    |
| 2.      | „In Spindelmühle‟ (Ve Špindlerově mlýně)             | 2:40    |
| 3.      | „Im Lokal dort bei der Fähre‟ (Restaurace U přívozu) | 2:51    |
| 4.      | „So ein Bär…‟ (Medvědi nevědi)                       | 2:14    |
| 5.      | „Banjo rag‟                                          | 2:27    |
| 6.      | „In vino veritas‟ (Pravdomluvné víno)                | 2:39    |
| 7.      | „Linda‟                                              | 2:09    |

| Stran 2 | Stran 2                                                  | Stran 2 |
| Št.     | Naslov                                                   | Dolžina |
| ------- | -------------------------------------------------------- | ------- |
| 1.      | „Schlemihl Emil‟ (Jožin z bažin)                         | 2:23    |
| 2.      | „Schlummerstund‟ (Černá hodinka)                         | 3:05    |
| 3.      | „Das Mädchen aus der Supermarket‟ (Děvče ze samoobsluhy) | 2:00    |
| 4.      | „Dáša Nováková‟                                          | 2:59    |
| 5.      | „Parken wollte ich‟ (Koukejte vycouvat)                  | 2:12    |
| 6.      | „Schneiderin Evelyn‟ (Švadlenka madlenka)                | 2:04    |
| 7.      | „Die Kuh im Milchgeschäft‟ (Kráva v mlékárně)            | 1:53    |

## Zasedba
- Ivan Mládek – vokal, banjo
- Ivo Pešák – klarinet
- Jan Bošina – tolkala, zvočni učinki (pri »Die Kuh im Milchgeschäft«)
- Petr Kaňkovský – kitara, vokal
- Tomáš Procházka – bobni
- Václav Dědina – tuba, bas kitara
- Ladislav Gerendáš – trobenta
- Vítězslav Marek – trobenta